# Chór Opery i Filharmonii Podlaskiej
Chór Opery i Filharmonii Podlaskiej – chór powstały z inicjatywy profesor Violetty Bieleckiej i dyrektora Marcina Nałęcz-Niesiołowskiego w marcu 2006 roku.

## Historia
Po przesłuchaniach konkursowych, ze stu sześćdziesięciu kandydatów wybrano ponad pięćdziesięciu profesjonalnie przygotowanych muzyków. Zakwalifikowani chórzyści wywodzą się z białostockich chórów m.in.: Schola Cantorum Bialostociensis, Chór Akademicki Uniwersytetu w Białymstoku, Chór Uniwersytetu Medycznego w Białymstoku. Trzon składu chóru OiFP stanowią artyści śpiewający przez wiele lat w Białostockim Chórze Kameralnym Cantica Cantamus, prowadzonym przez obecnego dyrygenta i kierownika chóru Violettę Bielecką.
Chór uczestniczył w koncertach a cappella w wielu miejscowościach Podlasia. W czerwcu 2006 r. koncertował także w Brukseli i Liège w Belgii. Bardzo ciekawym i znaczącym wydarzeniem artystycznym było prawykonanie 7 czerwca Kantaty żałobnej na baryton, chór męski i orkiestrę symfoniczną belgijskiego kompozytora Alberta Dupuis podczas uroczystego koncertu w Filharmonii w Liège. Partytura utworu została odnaleziona w Białymstoku i po blisko stu latach po raz pierwszy wykonana w Belgii. Od września 2006 r. chór rozpoczął regularny cykl koncertów oratoryjnych w Filharmonii Podlaskiej z takimi kompozycjami jak: Stabat Mater – Rossiniego, Msza Koronacyjna – Mozarta, IX Symfonia – Beethovena i inne. We wrześniu 2006 roku Chór Opery i Filharmonii Podlaskiej wystąpił na festiwalu Warszawska Jesień, brał także udział w koncercie finałowym Międzynarodowego Festiwalu Laboratorium Muzyki Współczesnej 2006 w Warszawie.